# Franz Schubert
Franz Peter Schubert (ur. 31 stycznia 1797 w Himmelpfortgrund, zm. 19 listopada 1828 w Wiedniu) – austriacki kompozytor, prekursor romantyzmu w muzyce.

## Życiorys
Schubert urodził się w Himmelpfortgrund – część 9. dzielnicy Wiednia (9. Wiener Gemeindebezirk Alsergrund) w wielodzietnej rodzinie. Jego ojciec był nauczycielem i dyrektorem szkoły. To właśnie on rozpoczął edukację muzyczną syna. Mając sześć lat Schubert poszedł do szkoły w Lichtental pod Wiedniem. W wieku siedmiu lat został oddany pod opiekę Michaela Holzera, organisty z parafialnego kościoła, aby kontynuował naukę. W 1808 został stypendystą kapeli chłopięcej w Konwikcie Cesarsko-Królewskim w Wiedniu, gdzie śpiewał w sopranach przez pięć lat, aż do mutacji głosu. Studia kompozycji rozpoczął u Antonia Salieriego w 1812. Po odejściu z Konwiktu, pracował jako nauczyciel, na wyraźnie życzenie ojca, a także by uniknąć służby wojskowej. Praca ta nie sprawiała mu żadnej satysfakcji. Okres ten był najbardziej płodnym w życiu Schuberta. Twórczość J.W. Goethego była inspiracją wielu jego utworów.
W 1818 Schubert porzucił pracę w szkole, aby zająć się swoją pasją. Został bez źródeł dochodu i tylko dzięki wsparciu przyjaciół mógł komponować. Do ich grona należeli pisarze Franz Grillparzer oraz Johann Mayrhofer, kompozytorzy Franz Lachner i Anselm Hüttenbrenner, śpiewak Johann Michael Vogl, który był wykonawcą jego pieśni, Joseph von Spaun, bracia Joseph i Leopold Kupelwieser, poeci Franz von Schober i Theodor Körner. W okresie tym dawał również prywatne lekcje muzyki córkom księcia Esterházyego. Do historii przeszły wieczorki muzyczne, tak zwane Schubertiady, które odbywały się w kawiarniach i u przyjaciół, a także w domach zamożnych kupców i urzędników państwowych. Utwory Schuberta zostały wykonane po raz pierwszy publicznie w 1820. Dwa lata później skomponował Symfonię h-moll Niedokończoną, która została odnaleziona około 40 lat po śmierci kompozytora i wykonana po raz pierwszy w 1865 pod dyrekcją Johanna von Herbecka w Filharmonii Wiedeńskiej, gdzie została przyjęta z wielkim aplauzem. Późnym latem 1822 roku podczas wyjścia z Franzem von Schoberem zaraził się chorobą weneryczną od prostytuującej się osoby o nieustalonej płci (mógł to być młody mężczyzna). Leczenie rtęcią osłabiło jego organizm, miało wpływ na nawrót ataków depresji i mogło przyczynić się do jego wczesnej śmierci.
26 marca 1828 roku, 2 dni po 1. rocznicy śmierci Ludwiga van Beethovena, Schubert dał jedyny w życiu koncert swoich utworów, podczas którego sam grał na fortepianie z towarzyszeniem innych muzyków.
Niedoceniony przez elity, umarł w Wiedniu, najprawdopodobniej na tyfus brzuszny lub gruźlicę (choć stwierdzono też obecność trującej rtęci). Pochowany na Cmentarzu Centralnym w Wiedniu. Zostaje w pamięci na długie lata jako król kawiarnianych i domowych spotkań muzycznych. Dopiero pierwsze wydanie jego dzieł przez Breitkopfa i Härtla, sześćdziesiąt lat po śmierci przyniosły mu należny rozgłos i uznanie.

## Instrumenty
Wśród fortepianów, do których Schubert miał dostęp, były fortepian Benignus Seidner (obecnie wystawiany w Schubert Geburtshaus w Wiedniu) oraz fortepian Anton Walter & Sohn (Kunsthistorisches Museum w Wiedniu). Schubert znał również instrumenty wiedeńskiego budowniczego fortepianów Conrada Grafa.

## Największe dzieła
Austriacki muzykolog dr Otto Erich Deutsch skatalogował dzieła Franza Schuberta (1951) i od jego nazwiska pochodzą oznaczenia D nadawane poszczególnym utworom kompozytora. Katalog obejmuje ponad 900 utworów.
- Symfonie:

Symfonie Franza Schuberta w kolejności chronologicznej
| Numer      | Tonacja                                             | Numer w katalogu Deutscha | Części utworu                                                                                        | Data kompozycji                 | Rok publikacji | Uwagi |
| ---------- | --------------------------------------------------- | ------------------------- | --- | ------------------------------- | -------------- | --- |
| –          | Symfonia D-dur                                      | 2b (997)                  | | ? 1811                          | –              | |
| I          | Symfonia D-dur                                      | 82                        | I Adagio – Allegro vivace, II Andante, III Menuetto e Trio: Allegro, IV Allegro vivace               | Ukończona 28 października 1813  | 1884           | Wykonana na imieniny dyrektora konwiktu Innocenza Langa.                                                                                             |
| II         | Symfonia B-dur                                      | 125                       | I Largo – Allegro vivace, II Andante, III Menuetto e Trio: Allegro vivace, IV Presto vivace          | 10 grudnia 1814 – 24 marca 1815 | 1884           | |
| III        | Symfonia D-dur                                      | 200                       | I Adagio maestoso – Allegro con brio, II Allegretto, III Menuetto e Trio: Vivace, IV Presto vivace   | 24 maja 1815 – 19 lipca 1815    | 1884           | |
| IV         | Symfonia c-moll „Tragiczna”                         | 417                       | I Adagio molto – Allegro vivace, II Andante, III Menuetto e Trio: Allegro vivace, IV Allegro         | Ukończona 27 kwietnia 1816      | 1884           | |
| V          | Symfonia B-dur                                      | 485                       | I Allegro, II Andante con moto, III Menuet, IV Allegro vivace                                        | wrzesień-3 października 1816    | 1885           | |
| VI         | Symfonia C-dur „Mała”                               | 589                       | I Adagio – Allegro, II Andante, III Scherzo: Presto, IV Allegro moderato                             | październik 1817-luty 1818      | 1885           | |
| –          | Symfonia D-dur                                      | 615                       | I Adagio – Allegro moderato, II Allegretto                                                           | maj 1818                        |                | Szkice fortepianowe dwóch części. Aranżacja Brian Newbould.                                                                                          |
| –          | Symfonia D-dur                                      | 708a                      | I Allegro vivace, II Andante con moto, III Scherzo e Trio: Allegro vivace, IV Presto                 | Po 1820                         | –              | Szkice. Aranżacja Brian Newbould. |
| VII        | Symfonia E-dur                                      | 729                       | I Adagio-Allegro, II Andante, III Scherzo e Trio, IV Allegro giusto                                  | sierpień 1821                   | 1934           | Część I ukończona, pozostałe części w szkicach. |
| VIII (VII) | Symfonia h-moll „Niedokończona”                     | 759                       | I Allegro moderato, II Andante con moto                                                              | październik 1822                | 1867           | Odnaleziona przez J.R von Herbecka w 1865 roku u Anselma Hüttenbrennera. Szkice cz. III. Rekonstrukcja cz.III i IV – Brian Newbould i Mario Venzago. |
| –          | Symfonia „Gmunden-Gastein” lub „Gasteiner” Sinfonie | 849                       | | czerwiec 1825-wrzesień 1825     |                | Być może chodzi o Symfonię C-dur D 944 |
| (X)        | Symfonia D-dur                                      | 936a                      | I Allegro maestoso, II Andante, III Allegro moderato                                                 | ? połowa 1828                   | 1978           | Aranżacja Brian Newbould. |
| IX (VIII)  | Symfonia C-dur „Wielka”                             | 944                       | I Andante. Allegro ma non troppo, II Andante, III Scherzo: Allegro vivace, IV Finale: Allegro vivace | ? 1825-1828                     | 1840           | Odkryta w 1838 roku przez R. Schumanna. Po raz pierwszy wykonana 22 marca 1839 roku pod dyr. F. Mendelssohna                                         |

- Muzyka religijna

Schubert skomponował wiele utworów muzyki religijnej. Najbardziej cenione są jego wielkie formy wokalne, zwłaszcza msze. Schubert skomponował 8 mszy, w tym jedno Requiem (drugie zachowało się tylko we fragmentach) oraz kilka osobnych części mszy. Najbardziej wartościowe są: Msza Nr 5 As-dur oraz Msza Nr 6 Es-dur. Warto nadmienić, że Schubert w sześciu mszach (Nr 1 – Nr 6) opuścił słowa: Credo in unam sanctam catholicam et apostolicam ecclesiam.
Msze Franza Schuberta w kolejności chronologicznej
| Numer w katalogu Deutscha | Tytuł, Tonacja                                                                                      | Data kompozycji               | Uwagi |
| ------------------------- | --------------------------------------------------------------------------------------------------- | ----------------------------- | --- |
| 24e                       | Msza? F-dur                                                                                         | ?1812                         | Zachowane fragmenty. |
| 105                       | Msza Nr 1 F-dur                                                                                     | 17 maja 1814 – 22 lipca 1814  | Alternatywne zakończenie stanowi Dona nobis pacem F-dur, D 185 (kwiecień 1815). Po olbrzymim sukcesie wykonania mszy ojciec Schuberta podarował mu pięciooktawowy fortepian. |
| 167                       | Msza Nr 2 G-dur                                                                                     | 2 marca 1815 – 7 marca 1815   | Czeski kapelmistrz Robert Führer wydał mszę w 1846 roku w Pradze jako własną kompozycję.                                                                                     |
| 324                       | Msza Nr 3 B-dur                                                                                     | rozpoczęta 11 listopada 1815  | |
| 452                       | Msza Nr 4 C-dur                                                                                     | czerwiec 1816 – lipiec 1816   | Alternatywną częścią mszy jest Benedictus a-moll, D 961 (październik 1828)                                                                                                   |
| 453                       | Requiem c-moll                                                                                      | lipiec 1816                   | Zachowane fragmenty. |
| 621                       | Deutsches Requiem (Niemieckie Requiem) lub Deutsche Trauermesse (Niemiecka Msza za zmarłych) g-moll | sierpień 1818                 | |
| 678                       | Msza Nr 5 As-dur Missa solemnis                                                                     | listopad 1819 – wrzesień 1822 | 2 wersje (I opubl. 1875, II opubl. 1887). |
| 872                       | Deutsche Messe (Niemiecka msza)                                                                     | lato 1827                     | Msza do tekstu prof. Johanna Philippa Neumanna. Pisana na zamówienie, honorarium wyniosło 100 guldenów.                                                                      |
| 950                       | Msza Nr 6 Es-dur                                                                                    | 1828                          | |

- Inne utwory religijne
  - Stabat Mater g-moll, D 175
  - Stabat Mater f-moll – oratorium, D 383
  - Lazarus (Łazarz) – oratorium, D 689 (niedokończone)
  - antyfony
  - ofertoria
  - graduały

- Utwory fortepianowe:
  - 6 Moments Musicaux, D 780
  - 4 Impromptus, D 899
  - 4 Impromptus, D 935
  - Fantazja C-dur Wędrowiec, D 760
  - Sonaty: a-moll Op. 42, D-dur Op. 53, A-dur Op. 120, Es-dur Op. 122, a-moll Op. 143,

H-dur Op. 147, a-moll Op. 164, c-moll Op. Pośm., A-dur Op. Pośm., B-dur Op. Pośm.
- Muzyka kameralna:
  - Kwartet smyczkowy a-moll Rosamunde, D 804
  - Kwartet smyczkowy d-moll Śmierć i dziewczyna, D 810
  - Kwartet smyczkowy G-dur, D 887
  - Kwintet smyczkowy C-dur, D 956
  - Sonata na arpeggione i fortepian, D 821
  - Kwintet fortepianowy A-dur Pstrąg op. 114(inne języki)
  - Trio fortepianowe B-dur, D 898
  - Trio fortepianowe Es-dur, D 929

- Pieśni (napisał ich przeszło 700 do słów ponad 115 pisarzy[14]):
  - Małgorzata przy kołowrotku, D 118
  - Polna różyczka, D 257
  - Król olch (tłumaczony również jako Król elfów, niem. Der Erlkönig), D 328
  - Pstrąg, D 550
  - Karzeł, D 771

- Cykle i zbiory pieśni:
  - Piękna młynarka, D 795
  - Podróż zimowa, D 911
  - Łabędzi śpiew, D 957